# Ramón Pérez Araya
Ramón Osvaldo Pérez Araya  conocido deportivamente como Ramón "Peraca" Pérez (Santiago, Chile, 28 de junio de 1963) es un exfutbolista chileno que jugaba de delantero y que militó en diversos clubes de Chile y Suiza (único país donde jugó en el extranjero).

## Trayectoria
Producto de las divisiones inferiores de Unión Española, debutó como profesional durante la temporada 1982.en esa temporada el equipo hispano se salvó del descenso a Segunda División en la Liguilla de Promoción.Tras 5 temporadas, y un paso cedido por Rangers en 1984, para 1987 ficha para Everton, y al año siguiente firma por Palestino, donde desciende a la segunda división en la misma temporada.Sin embargo, tras una destacada campaña individual, a mediados de 1989 el Bellinzona de la Superliga de Suiza adquirió sus servicios.
Luego del descenso de su equipo, en 1991 firma por el FC Baden, donde coincidió con sus compatriotas Eduardo Soto y Claudio Álvarez.En 1992 regresó a su país natal, para defender los colores de Cobreloa de la Primera División. En el conjunto loíno fue parte del plantel campeón ese mismo año, en donde marcó el gol para la victoria ante Fernández Vial que selló tanto el título naranja como el descenso del equipo penquista. Durante la Copa Libertadores 1993, en el partido como local ante Cerro Porteño por octavos de final, cometió un grave erro que terminó en el primer gol del conjunto paraguayo, que a la postre significó la eliminación del cuadro loíno.
En 1994 regresó a Palestino, aportando al equipo tetracolor que logró salvarse del descenso en el último partido.Para 1995, refuerza a Deportes Concepción, equipo recién ascendido a la máxima categoría del fútbol chileno.Ya en el ocaso de su carrera, juega sus últimas temporadas en la Primera B, defendiendo la camiseta de Deportes Linares en 1996 y Magallanes en 1997, donde se retira a fin de la temporada.

## Selección nacional
Debutó en la selección chilena el 13 de septiembre de 1988, durante un partido amistoso ante Ecuador, disputando todo el partido. Entre ese año y 1989 participó en 3 partidos más, totalizando 4 internacionalidades sin marcar goles.

### Partidos internacionales
| Partidos internacionales | Partidos internacionales | Partidos internacionales                         | Partidos internacionales | Partidos internacionales | Partidos internacionales | Partidos internacionales | Partidos internacionales | Partidos internacionales | Partidos internacionales |
| N.º                      | Fecha                    | Estadio                                          | Local                    | Resultado                | Visitante                | Goles                    | Asistencias              | DT                       | Competición              |
| ------------------------ | ------------------------ | ------------------------------------------------ | ------------------------ | ------------------------ | ------------------------ | ------------------------ | ------------------------ | ------------------------ | ------------------------ |
| 1                        | 13 de septiembre de 1988 | Estadio La Portada, La Serena, Chile             | Chile                    | 3-1                      | Ecuador                  |                          |                          | Orlando Aravena          | Amistoso                 |
| 2                        | 27 de septiembre de 1988 | Estadio Defensores del Chaco, Asunción, Paraguay | Paraguay                 | 2-0                      | Chile                    |                          |                          | Orlando Aravena          | Copa Boquerón            |
| 3                        | 29 de septiembre de 1988 | Estadio Defensores del Chaco, Asunción, Paraguay | Ecuador                  | 0-0 4-3 pen.             | Chile                    |                          |                          | Orlando Aravena          | Copa Boquerón            |
| 4                        | 29 de enero de 1989      | Estadio Modelo, Guayaquil, Ecuador               | Ecuador                  | 1-0                      | Chile                    |                          |                          | Orlando Aravena          | Amistoso                 |
| Total                    | Total                    | Total                                            | Presencias               | 4                        | Goles                    | 0                        |                          |                          |                          |

| Selección chilena | Selección chilena | Selección chilena |
| Año               | Partidos          | Goles             |
| ----------------- | ----------------- | ----------------- |
| 1988              | 3                 | 0                 |
| 1989              | 1                 | 0                 |
| Total             | 4                 | 0                 |

## Clubes
| Club                | País  | Año       |
| ------------------- | ----- | --------- |
| Unión Española      | Chile | 1982-1986 |
| → Rangers (cedido)  | Chile | 1984      |
| Everton             | Chile | 1987      |
| Palestino           | Chile | 1988-1989 |
| AC Bellinzona       | Suiza | 1989-1991 |
| FC Baden            | Suiza | 1991-1992 |
| Cobreloa            | Chile | 1992-1993 |
| Palestino           | Chile | 1994      |
| Deportes Concepción | Chile | 1995      |
| Deportes Linares    | Chile | 1996      |
| Magallanes          | Chile | 1997      |

## Palmarés

### Campeonatos nacionales
| Título           | Club     | País  | Año  |
| ---------------- | -------- | ----- | ---- |
| Primera División | Cobreloa | Chile | 1992 |

### Distinciones individuales
| Distinción                                  | Año  |
| ------------------------------------------- | ---- |
| Máximo goleador de la Copa Chile (17 goles) | 1988 |